# Leticia Ramos
Letícia Ramos (Santo Antônio da Patrulha, 1976) é uma artista visual brasileira. Seu trabalho parte da criação de aparatos fotográficos para captação e reconstrução do movimento.

## Biografia
Cursou Arquitetura e Urbanismo na UFRGS e Cinema na Fundação Armando Álvares Penteado. Sua prática estética aborda aspectos documentais e ficcionais, articulando registros históricos e elementos imaginários.
Teve trabalhos exibidos em instituições nacionais e internacionais, como EAV Parque Lage, Museu Coleção Berardo e Tate Modern. Contemplada pela Bolsa ZUM do Instituto Moreira Salles em 2013, foi indicada quatro vezes ao Prêmio PIPA, sendo finalista em 2015.
Em 2014 desenvolveu a instalação Sabotagem com a artista Marcia Xavier, a partir de imagens da destruição de uma sala de arquivos. A obra explora os registros fotográficos de um incidente policial de 1947, desdobramento de manifestações contra o aumento de tarifas dos transportes coletivos. O trabalho foi exibido na Casa da Imagem, em São Paulo.